# Giuseppe Campione (politico)
Giuseppe Campione (Santa Lucia del Mela, 16 agosto 1935) è un politico e geografo italiano, ex presidente della Regione Siciliana.

## Biografia

### Attività politica
Negli anni cinquanta fu dirigente della Gioventù Italiana di Azione Cattolica e poi dirigente provinciale e regionale (Sicilia) del Movimento Giovanile della Democrazia Cristiana. Fu anche responsabile Nazionale degli universitari DC e componente dell'esecutivo nazionale dell'Intesa universitaria cattolica. 
Nel 1962 fu Assessore alla Provincia di Messina.
È stato presidente della Camera di Commercio di Messina (1965-1980), vicepresidente dell'Unioncamere (1973-1978) e Presidente della Provincia di Messina (1979- 1981).
È stato chiamato, alla fine degli anni sessanta, a riorganizzare la "Rassegna del cinema Messina-Taormina". In collaborazione con Gianluigi Rondi ha fondato la rassegna Gran Premio delle Nazioni del Festival Internazionale del cinema di Taormina.
Eletto deputato all'Assemblea regionale siciliana nel 1981, e rieletto nel 1986 e nel 1991, nel collegio provinciale di Messina nella lista della Democrazia Cristiana.
È stato eletto segretario regionale della DC siciliana nel 1983, al congresso regionale di Agrigento, e lo rimase fino al 1985. 
È stato presidente della Commissione regionale Antimafia dall'86 al '91, vicepresidente della commissione speciale riforme dell'Ars, presidente della commissione delle irregolarità elettorali delle elezioni del '91. Esponente della sinistra Dc, presiedette due governi della Regione (46° e 47°), dal 16 luglio 1992 al 21 dicembre 1993. 
Diviene presidente subito dopo la strage di Capaci, e guidò il primo governo regionale che vedeva in maniera organica la sinistra ex comunista (due assessori del PDS) in Giunta. Resta all'ARS fino al 1996.
Ha partecipato ai lavori di fondazione del Partito Popolare Italiano, dopo lo scioglimento della DC, nel gruppo di lavoro della Camilluccia (la "pallacorda italiana") e poi all'assemblea dell'EUR con interventi nel gruppo di Maria Eletta Martini. 
È tra i fondatori della "Sinistra Cristiana" (Palermo 10/07/2008).
Giornalista pubblicista dal 1979, ha scritto su periodici e quotidiani (Repubblica, Europa, Popolo, Gazzetta del Sud, Sicilia, Giornale di Sicilia, Il Mattino, Il Sole 24ore).
Nel 2016 firma l'appello de Il Fatto Quotidiano a supporto delle ragioni per il "No" per il referendum costituzionale sulla riforma Renzi-Boschi.

### Attività scientifica
All'Università di Messina è assistente volontario di Economia politica dal 1967 al 1971; assistente ordinario di Geografia politica dal 1972; incaricato di Geografia urbana e regionale alla Facoltà di Architettura dell'università di Reggio Calabria dal 1972 al 1976; ancora all'Università di Messina, incaricato di Geografia politica ed economica alla Facoltà di Scienze Politiche dal 1976; professore associato di Geografia politica ed economica nella stessa Facoltà dal 1983.
È stato direttore del Dipartimento di Economia Statistica Analisi Geopolitica del Territorio dell'Università di Messina e vice presidente dei Geografi italiani (A.Ge. I). Afferisce poi al Dipartimento di studi Politici e Sociali V.Tomeo. È stato professore straordinario di Geografia della popolazione presso la Facoltà di Economia e Commercio (corso di laurea di Statistica), dal 1º novembre 1990, e dal 1º novembre 1993 presso la Facoltà di Scienze Statistiche demografiche ed attuariali.
Professore ordinario di Geografia Politica ed Economica presso la Facoltà di Scienze Politiche di Messina dal 1º novembre 1994. 
Nel 1997 e nel 1998 è stato incaricato di geografia politica ed economica alla Facoltà di Scienze Politiche dell'Università di Palermo e nel 1998 gli è stata conferita la supplenza per l'insegnamento di Geografia Urbana presso la Facoltà di Architettura dell'Università La Sapienza di Roma.
È stato direttore dei Nuovi Quaderni di Geografia Umana per la Sicilia e la Calabria, fondati da Lucio Gambi ed è stato vice direttore responsabile della rivista Geotema, organo dell'AGeI (Patron, Bologna). Ha presieduto il LABunime, un'associazione di docenti dell'Università di Messina.
È componente del comitato della società geografica italiana. Nel 2007, collocato a riposo, ha continuato a insegnare a contratto Geografia Urbana al PTUA di Architettura di Reggio Calabria e Geografia Politica al Master di Comunicazione Internazionale della IULM di Milano.

## Pubblicazioni
- Messina 1908 e dintorni. silvana editoriale (2009).
- Narrazioni di geografia politica, rubbettino (2007).
- La composizione visiva del luogo, rubbettino, p. 3-278 (2003).